# Mangora chao
Mangora chao là một loài nhện trong họ Araneidae.
Loài này thuộc chi Mangora. Mangora chao được Herbert Walter Levi miêu tả năm 2007.